# AtGames
AtGames Cloud Holdings Inc. (anteriormente AtGames Digital Media Inc.) é uma fabricante americana de consoles de videogame retrô, mais conhecida por sua linha de arcades Legends Ultimate.
Desde 2011, a AtGames produz e comercializa a série de consoles Atari Flashback, sob licença da Atari, Inc. Eles também produziram os consoles ColecoVision e Intellivision Flashback, e trabalharam com a Sega em vários portáteis e outros consoles retrô. 

## História
Em agosto de 2014, a GameFly anunciou por meio de um comunicado em seu site, que a AtGames havia adquirido seu serviço de distribuição de jogos online. A AtGames relançou este serviço sob o nome Direct2Drive no final de 2014.
Em agosto de 2019, a AtGames adquiriu os direitos autorais da General Computer Corporation (GCC) pela personagem Ms. Pac-Man. Em 2019, a Bandai Namco Entertainment processou a AtGames por uso indevido da Ms. Pac-Man, propaganda enganosa e violação de direitos autorais.  Em novembro de 2019, o juiz distrital dos Estados Unidos, Vince Chhabria, negou o pedido da Bandai Namco de uma liminar. O juiz Chhabria decidiu que, "a probabilidade de sucesso da Bandai quanto ao mérito é questionável na melhor das hipóteses" e suas "alegações de dano à reputação caem em algum lugar entre especulativo e fantasioso." 
Em 27 de outubro de 2020, um tribunal federal dos EUA indeferiu o processo da Bandai Namco contra a AtGames sobre os direitos de IP em jogos Pac-Man e Ms. Pac-Man. E em novembro de 2020, AtGames relançou Arcade Blast! da Bandai Namco.
No Brasil, é parceira da fabricante de brinquedos e jogos eletrônicos Tectoy, que fica responsável pela nacionalização e comercialização de seus produtos e serviços no país. Um dos últimos produtos da AtGames em parceira com a empresa brasileira, é o Tectoy Legends Core, console focado em jogos de arcades.